# Pirates of the Caribbean Online
Pirates of the Caribbean Online (Potco) was een MMORPG-spel gebaseerd op de films en de Disney-pretparkattractie met dezelfde naam. Het spel werd op 31 oktober 2007 uitgebracht. Op 19 september 2013 sloot Disney het spel af met als reden dat het bedrijf zich op nieuwe spellen ging richten.

## Plot
Het spel stelt een speler in staat zijn of haar eigen piratenpersonage te maken, met keuze tussen een man en een vrouw (tot maximaal vier personages bij Basic Member Access, de gratis versie van het spel). Vervolgens kan de speler met andere piraten vechten en opdrachten vervullen. Het spel speelt zich zowel op het land als op zee af. Schepen zijn hierbij een belangrijk onderdeel. Een van de doelen van de spelers is dan ook een eigen schip verkrijgen en behouden.
De hoofdpersonen uit de films doen in het spel mee. Enkele stemmen zijn ingesproken door de acteurs die de personages speelden, onder anderen Jack Sparrow.

## Geschiedenis
Het spel wordt ontwikkeld door de VR Studio, een groep van technologen en tekenaars die deel uitmaakt van de Walt Disney Internet Group. Het zal het tweede MMORPG spel zijn dat wordt ontwikkeld door de VR Studio. De eerste was Toontown Online uit 2003.
Het spel werd voor het eerst aangekondigd door de The Walt Disney Company op 26 april 2005. Het spel zou in de zomer van 2006 uitkomen samen met de film Pirates of the Caribbean: Dead Man's Chest. Maar in april 2006 werd bekend dat de ontwikkeling langer duurde dan verwacht.
Een demo van het spel werd getoond op de E3 ruilbeurs in mei 2006. Op 8 januari 2007 toonde Paul Yanover van Disney Online videobeelden van het aankomende spel gedurende Disney CEO Robert Iger’s speech op de Consumer Electronics Show. Hij maakte ook bekend dat het spel gratis te spelen zal zijn. Maar dat er ook een betalende functie mogelijk is (= Unlimited Access).
Op 19 september 2013 werd op de website pirates.go.com bekendgemaakt dat het spel niet langer te spelen was.